# پادتشدید
در فیزیک نوسانگرهای تزویج‌شده، پادتشدید (به انگلیسی: antiresonance) یا پادرِزونانس، به قیاس با تشدید، حداقل مشخصی در دامنه نوسانگر (نوسان‌ساز) در یک فرکانس خاص است که با یک جابجایی بزرگ و ناگهانی در فاز نوسان آن همراه است. چنین فرکانس‌هایی به‌عنوان فرکانس‌های پادتشدیدِ سامانه شناخته می‌شوند و در این فرکانس‌ها دامنه نوسان می‌تواند تقریباً به صفر برسد. پادتشدیدها در اثر تداخل مخرب(غیرسازنده) ایجاد می‌شوند، به عنوان مثال بین یک نیروی محرکه خارجی و تعامل با یک نوسانگر دیگر.
پادتشدیدها می‌توانند در انواع سامانه‌های نوسانگر تزویج‌شده، از جمله سامانه‌های مکانیکی، صوتی، الکترومغناطیسی و کوانتومی رخ دهند. آنها کاربردهای مهمی در توصیف سامانه‌های تزویج‌شدهٔ پیچیده دارند.
اصطلاح پادتشدید در مهندسی برق برای شکلی از تشدید در یک نوسانگر با اثرات مشابه استفاده می‌شود.

## پادتشدید در مهندسی برق
در مهندسی برق، پادتشدید شرایطی است که در آن راکتانس ازبین می‌رود اما امپدانس مقاومتی یک مدار الکتریکی به هر حال بسیار زیاد است و به بی‌نهایت میل می‌کند.
در یک مدار الکتریکی متشکل از یک خازن و یک سلف به‌صورت موازی، پادتشدید زمانی رخ می‌دهد که ولتاژ خط منبع متناوب و جریان حاصل هم فاز باشند. تحت این شرایط، جریان خط به دلیل امپدانس الکتریکی بالای مدار موازی در پادتشدید، بسیارکم است. جریان‌های این شاخه تقریباً در دامنه برابر و در فاز مخالف هستند.

## پادتشدید در نوسانگرهای تزویج‌شده

دامنه و فاز حالت ماندگار دو نوسانگر هارمونیک تزویج‌شده به‌عنوان تابعی از فرکانس.

ساده‌ترین سامانه‌ای که در آن پادتشدید بوجود می‌آید، سامانه‌ای از نوسانگرهای هارمونیک تزویج‌شده است، به عنوان مثال آونگ یا مدارهای آرال‌سی.
دو نوسانگر هارمونیک را در نظر بگیرید که با هم با نیروی کشش g و با یک نوسانگر که توسط نیروی خارجی نوسانی F حرکت می‌کند، تزویج‌شده‌اند. این وضعیت توسط معادلات دیفرانسیل معمولی شده توصیف می‌شود
{\displaystyle {\begin{aligned}{\ddot {x}}_{1}+2\gamma _{1}{\dot {x}}_{1}-2g\omega _{1}x_{2}+\omega _{1}^{2}x_{1}&=2F\cos \omega t\\{\ddot {x}}_{2}+2\gamma _{2}{\dot {x}}_{2}-2g\omega _{2}x_{1}+\omega _{2}^{2}x_{2}&=0\end{aligned}}}
که در آن ωi فرکانس‌های تشدید دو نوسانگر و γi نرخ میرایی آنها را نشان می‌دهد. تغییر متغیرها به پارامترهای مختلط:
{\displaystyle {\begin{aligned}\alpha _{1}&=\omega _{1}x_{1}+i{\frac {p_{1}}{m_{1}}}\\\alpha _{2}&=\omega _{2}x_{2}+i{\frac {p_{2}}{m_{1}}}\end{aligned}}}
به ما اجازه می‌دهد تا این معادلات را به عنوان معادلات مرتبه اول بنویسیم:
{\displaystyle {\begin{aligned}{\dot {\alpha }}_{1}&=i\omega _{1}\alpha _{1}-\gamma _{1}(\alpha _{1}-\alpha _{1}^{*})-ig{\tfrac {\omega _{1}}{\omega _{2}}}(\alpha _{2}+\alpha _{2}^{*})+iF(e^{i\omega t}+e^{-i\omega t})\\{\dot {\alpha }}_{2}&=i\omega _{2}\alpha _{2}-\gamma _{2}(\alpha _{2}-\alpha _{2}^{*})-ig{\tfrac {\omega _{2}}{\omega _{1}}}(\alpha _{1}+\alpha _{1}^{*})\end{aligned}}}
ما به یک دستگاه مختصات که در فرکانس راه‌اندازی می‌چرخد تبدیل می‌کنیم
{\displaystyle \alpha _{i}\rightarrow \alpha _{i}e^{-i\omega t}}
نتیجه می‌دهد
{\displaystyle {\begin{aligned}{\dot {\alpha }}_{1}&=i\Delta _{1}\alpha _{1}-\gamma _{1}(\alpha _{1}-\alpha _{1}^{*}e^{2i\omega t})-ig{\tfrac {\omega _{1}}{\omega _{2}}}(\alpha _{2}+\alpha _{2}^{*}e^{2i\omega t})+iF(1+e^{2i\omega t})\\{\dot {\alpha }}_{2}&=i\Delta _{2}\alpha _{2}-\gamma _{2}(\alpha _{2}-\alpha _{2}^{*}e^{2i\omega t})-ig{\tfrac {\omega _{2}}{\omega _{1}}}(\alpha _{1}+\alpha _{1}^{*}e^{2i\omega t})\end{aligned}}}
در این‌جا ما واتیون‌سازی‌های (به انگلیسی: detunings) Δi = ω − ωi بین محرک و فرکانس‌های تشدید نوسانگرها را معرفی کرده‌ایم. درنهایت، ما یک تقریب موج چرخان انجام می‌دهیم، و از عبارت‌های پادچرخان سریع متناسب با e2iωt صرفنظر می‌کنیم، که میانگین آن در بازه‌های زمانی مورد نظر ما به صفر است (این تقریب فرض می‌کند ω + ωi ≫ ω − ωi، که قابل‌قبول برای محدوده فرکانس کوچک در اطراف تشدید است). بدین ترتیب بدست می‌آوریم:
{\displaystyle {\begin{aligned}{\dot {\alpha }}_{1}&=i(\Delta _{1}+i\gamma _{1})\alpha _{1}-ig{\tfrac {\omega _{1}}{\omega _{2}}}\alpha _{2}+iF\\{\dot {\alpha }}_{2}&=i(\Delta _{2}+i\gamma _{2})\alpha _{2}-ig{\tfrac {\omega _{2}}{\omega _{1}}}\alpha _{1}\end{aligned}}}
بدون میرایی، محرک یا تزویج‌سازی، جواب‌های این معادلات عبارتند از:
{\displaystyle \alpha _{i}(t)=\alpha _{i}(0)e^{i\Delta t}}
که نشان دهنده یک چرخش در صفحه α مختلط با فرکانس زاویه‌ای Δ هستند.
جواب حالت ماندگار را می‌توان با جای‌گذاری {\displaystyle {\dot {\alpha }}_{1}={\dot {\alpha }}_{2}=0} پیدا کرد، که می‌دهد:
{\displaystyle {\begin{aligned}\alpha _{1,ss}&={\frac {-F(\Delta _{2}+i\gamma _{2})}{(\Delta _{1}+i\gamma _{1})(\Delta _{2}+i\gamma _{2})-g^{2}}}\\\alpha _{2,ss}&={\frac {\omega _{2}}{\omega _{1}}}{\dfrac {-Fg}{(\Delta _{1}+i\gamma _{1})(\Delta _{2}+i\gamma _{2})-g^{2}}}\end{aligned}}}
با بررسی این جواب‌های حالت ماندگار به عنوان تابعی از فرکانس حرکت، واضح است که هر دو نوسانگر تشدیدها (پیک‌های دامنه همراه با جابه‌جایی فاز مثبت) را در دو فرکانس مُد نرمال نشان می‌دهند. علاوه بر این، نوسانگر تحریک‌شده یک شیب شدید در دامنه بین مُدهای نرمال را نشان می‌دهد که با تغییر فاز منفی همراه است. این پادتشدید است. توجه داشته باشید که هیچ پادتشدیدی در طیف نوسانگر بدون رانش وجود ندارد. اگرچه دامنه آن بین مُدهای نرمال حداقل است، اما شیب مشخص یا تغییر فاز منفی وجود ندارد.

## تفسیر به‌صورت تداخل مخرب

انیمیشنی که تکامل زمانی را به حالت ماندگار پادتشدید دو آونگ تزویج‌شده نشان می‌دهد. فلش قرمز نشان دهنده نیروی محرکه ای است که روی آونگ سمت چپ عمل می‌کند.

کاهش دامنه نوسان در یک پادتشدید را می‌توان به دلیل تداخل مخرب یا لغوش (به انگلیسی: cancellation) نیروهای وارد بر نوسانگر در نظر گرفت.
در مثال بالا، در فرکانس پادتشدید، نیروی محرکه خارجی F که بر روی نوسانگر ۱ وارد می‌شود، نیروی وارد شده از طریق تزویج به نوسانگر ۲ را خنثی می‌کند و باعث می‌شود نوسانگر ۱ تقریباً مانا (به انگلیسی: stationary) بماند.

## سامانه‌های تزویج‌شدهٔ پیچیده

نمونه تابع پاسخ فرکانسی یک سامانه دینامیکی با چندین درجه آزادی که رفتار تشدید-پادتشدید متمایز را در هردوی دامنه و فاز نشان می‌دهد.

تابع پاسخ فرکانسی (اِف‌آراِف) هر سامانه دینامیکی خطی متشکل از بسیاری از اجزای تزویج‌شده، به‌طور کلی رفتار تشدید-پادتشدید متمایز را هنگام تحریک شدن نشان می‌دهد.
به عنوان یک قاعده کلی، می‌توان بیان کرد که با افزایش فاصله بین مولفه محرک و مولفه اندازه‌گیری شده، تعداد پادتشدیدها در اِف‌آراِف کاهش می‌یابد. به عنوان مثال، در وضعیت دو نوسانگر فوق، اِف‌آراِف نوسانگر بدون‌محرک هیچ پادتشدیدی نشان نمی‌دهد. تشدیدها و پادتشدیدها فقط به‌طور مداوم در اِف‌آراِف از خود مولفه محرک متناوب می‌شوند.

## کاربردها
یک نتیجه مهم در نظریه پادتشدیدها این است که می‌توان آنها را به عنوان تشدیدهای سامانه ثابت در نقطه تحریک تفسیر کرد. این را می‌توان در انیمیشن آونگ بالا مشاهده کرد: وضعیت پادتشدید حالت ماندگار مانند این است که آونگ چپ ثابت است و نمی‌تواند نوسان کند. نتیجه مهم این نتیجه این است که پادتشدید یک سامانه مستقل از خواص نوسانگر تحریک‌شده است؛ یعنی اگر فرکانس تشدید یا ضریب میرایی نوسانگر تحریک‌شده عوض شود، تغییر نمی‌کنند.
این نتیجه باعث می‌شود که پادتشدیدها در توصیف سامانه‌های تزویج‌شده پیچیده که به راحتی به اجزای تشکیل‌دهنده‌شان تفکیک نمی‌شوند، مفید باشند. فرکانس‌های تشدید سامانه به ویژگی‌های همه اجزا و تزویج‌های آنها بستگی دارد و مستقل از آن است که در آن تحریک‌شده است. از سوی دیگر، پادتشدیدها به همه چیز به جز مؤلفه‌ای که تحریک می‌شود، وابسته هستند، بنابراین اطلاعاتی در مورد چگونگی تأثیر آن بر کل سامانه ارائه می‌دهند. با تحریک هر جزء به نوبه خود، با وجود اتصالات بین آنها، می‌توان اطلاعاتی در مورد تمام زیرسامانه‌های جداگانه به دست آورد. این فنون در مهندسی مکانیک، تحلیل سازه، و طراحی مدارهای کوانتومی مجتمع کاربرد دارد.
در مهندسی برق از پادتشدید در تله‌های موج استفاده می‌شود که گاهی به صورت سری با آنتن‌های گیرنده‌های رادیویی تعبیه می‌شوند تا جریان متناوب را در فرکانس یک ایستگاه تداخلی مسدود کنند و در عین حال به فرکانس‌های دیگر اجازه عبور دهد.
در سامانه‌های نانومکانیکی، طیف‌های باند جانبی یک حالت غیرخطی تحریک شده با فرکانس ویژه آن که در فرکانس پایین (<۱ کیلوهرتز) مدوله می‌شود، شکل‌های خط پادتشدید برجسته‌ای را در طیف‌های توان نشان می‌دهد که می‌تواند از طریق حالت ارتعاش کنترل شود. فرکانس پادتشدید را می‌توان برای مشخص کردن نوسانات گرمایی و پارامتر چلاندگی (به انگلیسی: squeezing) سامانه غیرخطی استفاده کرد.